# Municipio de South Branch (Nebraska)
El municipio de South Branch (en inglés: South Branch Township) es un municipio ubicado en el condado de Nance en el estado estadounidense de Nebraska. En el año 2010 tenía una población de 39 habitantes y una densidad poblacional de 0,42 personas por km².

## Geografía
El municipio de South Branch se encuentra ubicado en las coordenadas 41°26′10″N 98°13′56″O / 41.43611, -98.23222. Según la Oficina del Censo de los Estados Unidos, el municipio tiene una superficie total de 92.52 km², de la cual 92,46 km² corresponden a tierra firme y (0,06 %) 0,06 km² es agua.

## Demografía
Según el censo de 2010, había 39 personas residiendo en el municipio de South Branch. La densidad de población era de 0,42 hab./km². De los 39 habitantes, el municipio de South Branch estaba compuesto por el 100 % blancos. Del total de la población el 0 % eran hispanos o latinos de cualquier raza.